# Wally Albright
Wally Albright (Burbank, 3 de setembro de 1925 — Sacramento, 7 de agosto de 1999) foi um ator norte-americano.